# Becsegergely nemzetség
(Bechagergorium, Bechegregor, Beche et Gregorii, Bechegerger)
Becsegergely nemzetség hazánk legnevezetesebb nemzetségeinek egyike. Leszármazottai a 12. századtól kezdve az ország
főurai közé tartoztak, és főképp az erdélyi részeken többször is vezérszerepet töltöttek be. A nemzetséget Kézai Simon tévesen francia eredetűnek állította.

## Birtokaik a Duna mentén
- Legnyugatibb birtokuk Komárom megyében, a Csallóközben, Komárom városától nyugatra eső Nagy-Lél volt. Lél már 1287 előtt a Bethlen-ágbeli III. Jánosé volt.

A 14. században és a 15. század első felében e helység III. János ivadékaié volt, ezért e helységek urait az oklevelek állandóan Lélieknek nevezik, hasonlóképpen a tiszántúliak (váradi, vagy aradi káptalan) ottani Fekete-Tót nevű birtokukról Tótiaknak hívták.
- Birtokaik voltak Esztergomtól délnyugatra, Csolnok és Mogyorós között is; itt egykor Berény nevű falu állt.  Ezt 1266-ban említi egy oklevél: I. Dénes  és fia Luka ekkor adta el itt levő földjét itt lakó 8 szolgájával együtt.

- A Duna mentén, a Csepel-szigeti Becse helység (ma Szigetbecse) ugyancsak az ő birtokuk volt. A szentföldre készülve, úgy rendelkezett róla, hogy, ha az egyenes ága kihalna, akkor rokonaira szálljon. Az ág végül nem halt ki, azonban mégis majdnem elvesztették. V. István uralkodása alatt bizonyos Pál fiai, József, Ábrahám, Jób, István és János, erőszakkal elfoglalták. IV. László magyar király idején a nemzetség tagjai nem jutottak örökségükhöz, aztán III. Endre idejében igazságuk kereséséhez fogtak. (I. Apa fiai: Gergely és Jakab ; Luka fia László ; III. János fiai: IV. Lőrinc, III. Ant, Moyzun, Villiám Gecse és Dezs Pál azt hozták fel védekezésül, hogy Becse helységet még IV. Béla király ítélte oda nekik, az ítélőlevelet azonban nem tudták felmutatni. A király végül a javukra eldőlt per alapján 1297-ben a nemzetséget birtokaiban megerősítette. Ezt követően a nemzetségbirtoka maradt egészen 1308-ig, ekkor a Bethlen-ág összes akkor élő tagjai 50 márkáért zálogba adták azt a gyorsan nagy gazdagságra és hatalomra emelkedett Csatafia Imrének, aki később Becse-Gergely lányt véve feleségül a Becsey és Báthmonostory Töttös család megalapítója lett.

- Ugyancsak a Duna mentén, Tolna megye déli részén két Becse-Gergely nemzetségbelinek is volt birtoka: Peterd

nevű helység Both comesé, az ettől északra eső Felörös pedig III. Dénesé volt. 1267-ben Fel-Örös III. Dénesé, de Peterdet Both comes halála után özvegye a szekszárdi apátságnak adta.

## Tiszántúli birtokaik
Tiszántúlon a Körös-Maros közére estek a nemzetség birtokai. Ezek közül Gyulától délre esett Püly (Pyl), ma Nagypély.
A Fekete-Körös mentén is feküdt három birtokuk: A 13.-14. században Ant és Baj között és Keményfok pusztán volt Bot-Keménye (Bothkemene), melynek későbbi neve Mártontelke lett. 
A nemzetségnek Bihar vármegyében Sarkad volt a fő birtoka, ahonnan birtokai az Erdőháton mélyen benyúltak Zarándba is.
E nemzetség bihari ágából származott Elvin váradi püspök (1189-1200). A nemzetség bihari ágának tagjai a Pétermonostora és Dénesmonostora feletti kegyúri jog és a Taman nevű helység miatt pert folytattak egymással, de 1258-ban e tárgyban megegyeztek egymással.
A nemzetség ezen ágának tagjai 1298-ban Bályog nevű birtokukat eladták Hegun fia Lászlónak.
1305-ben a nemzetség két ágra szakadt: 
- A Bethlen-ág-ból származott az Almakeréki, a  betleni Bethlen, az Apafi, a Léti és a Tóti család. (III. János 1258)

- A Somkeréki-ág-ból pedig a Nemegyeri, a Somkeréki és a Virágosberki család.

Egyes tagok: 
- Both 1258 előtt
- Demeter: II. Dénes 1258, I. Erne 1258, III. Lőrincz 1258. szenternei prépost.
- Péter:  III. Dénes 1267.

Feltételezhető, hogy a Becsegergely nemzetség egyik különvált ágát nevezték Dorozsma nemzetségnek.